# Ланкастери
Ланка́стерський дім (англ. House of Lancaster) — англійський шляхетний рід. Бічна гілка англійського королівського роду Плантагенетів.
Засновником роду Ланкастерів є Джон Гентський, герцог Ланкастер (1340—1399) — четвертий син англійського короля Едуарда III. Син Джона, Генріх Болінгброк (1367—1413), 1399 року повалив свого двоюрідного брата Річарда II, і став королем на ім'я Генріх IV, зберігши (як і його син та онук) титул герцога Ланкастерського. Йому успадковував його син Генріх V (1387—1422), король Англії (1413—1422), якому у свою чергу успадковував єдиний син Генріх VI (1421—1471). Генріх VI став королем у віці 10 місяців, і за нього правили його дядьки: Джон, герцог Бедфорд, і Хемфрі, герцог Глостер. Він також був коронований (у ході Столітньої війни) як король Франції. Генріх VI страждав на психічний розлад. 1461 року він був повалений представниками іншої бічної гілки Плантагенетів Йорками. Але 1470 року в ході Війни Червоної та Білої троянд він на декілька місяців знову став королем до квітня 1471 року, після чого був знов позбавлений влади й убитий. Незадовго до цього його єдиний син Едуард, принц Уельський, загинув у битві при Тьюксбері, так що з убивством Генріха VI гілка Ланкастерів перетнулася в чоловічому коліні.
Генрих VII, засновник династії Тюдорів, що зайняв престол 1485 року, був нащадком позашлюбного (згодом узаконеного) сина Джона Гентського і вважався спадкоємцем роду Ланкастерів. Вступивши на престол, він прийняв також титул герцога Ланкастерського, який відтоді нероздільний з британською короною.

## Монархи Англії
| І'мя      | Портрет | Оригінальне ім'я              | Роки правління      |
| --------- | ------- | ----------------------------- | ------------------- |
| Генріх IV |         | англ. Henry IV of Bolingbroke | 1399-1413           |
| Генріх V  |         | англ. Henry V                 | 1413-1422           |
| Генріх VI |         | англ. Henry VI                | 1422-1461 1470-1471 |

## Генеалогічне дерево
- Джон Гентський (1340— 1399), герцог ланкастерський ∞ Бланш Ланкастерська (1359—1369) 
  - Філіппа (1360—1415) ∞ Жуан I, король Португалії.

## Родинні зв'язки
- Авіська династія
  1. Жуан I (1357—1433), король Португалії (1385—1433) ∞ Філіппа (1360—1415), донька ланкастерського герцога Джона Гентського

- Трастамарський дім
  1. Енріке III (1379—1406), король Кастилії (1390—1406) ∞ Катерина (1393—1418), донька ланкастерського герцога Джона Гентського